# 臀模
臀模是一种小众职业，通常以女性为主，为模特的一个分类。在欧美，臀模是高薪行业，筛选标准严格。而在中国，成为臀模并不困难，一般身材比例合适，且敢于摆臀部姿势，即可满足臀模的要求。臀模以性感的臀部为卖点，主要给各种内衣裤商品做形象代言和广告代言。

## 争议

### 臀模与色情
中国大陆电商平台上搜索“臀模”二字就会出现许多成人用品，许多商家称自己卖的商品为真人倒模。一些臀模从业者认为臀模只是一种美与艺术，与色情无关。